# Damião (paracemomeno)

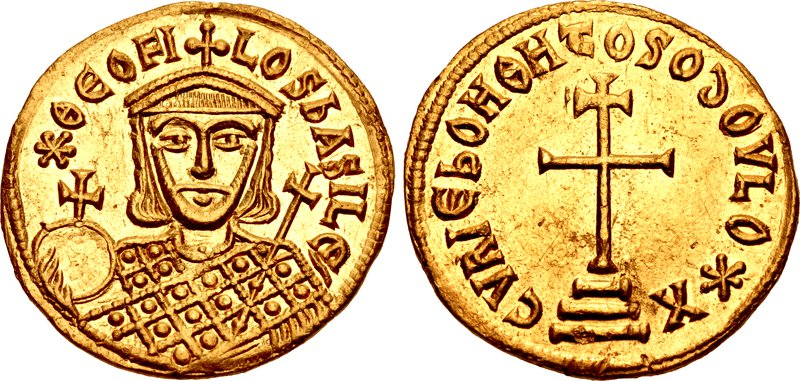
Soldo do imperador bizantino Teófilo r.

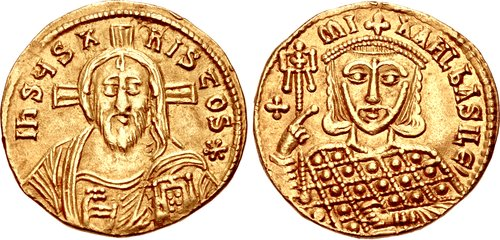
Soldo de r.

Damião ou Damiano (em grego: Δαμιανός; romaniz.: Damianós) foi um oficial eunuco bizantino sênior do século IX que esteve ativo durante o reinado do imperador Miguel III, o Ébrio (r. 842–867), servindo como camareiro chefe (paracemomeno) do imperador.

## Biografia
Teófanes Continuado relata que Damião foi um eunuco de origem eslava. Ele manteve o posto influente de camareiro chefe (paracemomeno), com o posto de patrício, sob Miguel III, o Ébrio (r. 842–867), e talvez, segundo a posterior Pátria de Constantinopla, já desde o reinado de Teófilo (r. 829–842), pai de Miguel III. O bizantinista Henri Grégoire sugere que Damião pode ser identificado com o almirante bizantino, conhecido apenas das fontes árabes como "ibn Qatuna", que liderou o saque de Damieta em 853, ao interpretar que o nome árabe é uma corruptela do título epi tou koitonos ("no comando do aposento imperial").
Ele pertenceu ao círculo de altos oficiais que opuseram-se a Teoctisto, o poderoso ministro que monopolizou o poder durante a primeira metade do reinado de Miguel III. Ele foi instrumento em assegurar a reconvocação de Bardas, tio de Miguel III, do exílio, culminando na morte de Teoctisto e a ascensão de Bardas perante os assuntos de Estado em 855. Em 865, contudo, ele caiu em desgraça com Bardas, que começou a tramar contra ele, e persuadiu Miguel a demiti-lo e tê-lo tonsurado. Foi sucedido por Basílio, o Macedônio, o futuro fundador da dinastia macedônica. Damião retirou-se à igreja do palácio do quarteirão de São Mamas. Segundo a Pátria, ele também construiu um templo chamado "Mosteiro de Damião" (em grego: τοῦ Δαμιανού; romaniz.: tou Damianou).